# Madeline Blair
Pour les articles homonymes, voir Blair.
Madeline Blair, née en 1905, est une prostituée américaine.

## Affaire Madeline Blair
En mars 1924, des marins de la 4e flotte l’U.S. Navy en escale à New York rencontrèrent une prostituée âgée de 19 ans, une brunette aux yeux noirs nommée Madeline Blair, qui répondait au surnom de « Blackie ». Elle disait vouloir se rendre à Hollywood pour devenir star, mais n’avoir pas assez d’argent. Après lui avoir fait couper ses cheveux et fourni l’uniforme approprié, les marins en groupe et feignant l’ébriété l’introduisirent clandestinement à bord de l'USS Arizona, dont la destination finale était la Californie. On lui trouva une place dans le compartiment des générateurs, les cuisiniers acceptèrent de lui fournir ses repas pour 10 $ par jour (la solde d’un marin était d’environ 21 $ par mois), mais à 3 dollars la passe, elle fit des affaires.
Un soir, alors qu’en jeans et chemise de travail, elle assistait effrontément à un film sur le pont, un marin qui ne la connaissait pas et n’ayant pas de feu pour sa cigarette a tendu la main vers sa poche de poitrine (tous les marins mettaient là leurs allumettes), et il rencontra un sein. Il n’éventa pas le secret.
Il y eut cependant un marin pour informer les officiers, mais il ne fut pas cru.
Au cours de manœuvres du côté océan Pacifique du canal de Panama, le 12 avril 1924, à l’aube, elle buvait un verre à une des « fontaines », lorsque le chef radio croisant son regard devina qu’il s’agissait d’une femme ; il prévint un officier de pont et les recherches aboutirent à sa découverte.
Elle refusa de dénoncer ses complices, mais 23 hommes furent condamnés à des peines allant jusqu’à 10 ans d’emprisonnement. Blakie fut remise aux autorités locales de Balboa qui, ne sachant qu’en faire, l’ont rapidement libérée.
Revenue à New York, elle se débrouilla pour que la facture du voyage soit adressée au département de la marine, qui l'a retransmise à l’amiral Wiley.
On retrouve sa trace dans la prostitution, puis comme « Madam » (tenancière), et enfin comme militante des droits des femmes. Elle écrivit son autobiographie, peut-être à Hollywood même, sous son pseudonyme devenu Madeleine Blair : Madeleine: An Autobiography (New York and London: Harper & Brothers, 1919).

## Citations
« Pourquoi, depuis que l'homme et la femme ont été créés l'un pour l'autre, Dieu a-t-il fait leurs désirs si dissemblables ? Pourquoi une catégorie de femmes devrait-elle pouvoir demeurer à l’abri luxueux des épreuves de la vie, alors qu'une autre classe exécuterait leurs tâches dégoûtantes ? Certainement, sa sagesse n'a pas décrété que des femmes devaient vivre dans la déchéance et à la fin périr pendant que d'autres pourraient vivre dans la sécurité, préserver leur chasteté glacée, et à la fin être sauvées. »

— Madeleine Blair, Madeleine: An Autobiography, ch. 10 (1919)

« Le processus d'éducation dans le plus vieux métier du monde est comme n'importe quel autre processus éducatif, parce qu'il a besoin de temps, d'efforts et de patience; il peut aboutir seulement en accomplissant une étape à la fois, bien que les étapes s’accélèrent après les premiers pas. »

— Madeleine Blair, Madeleine: An Autobiography, ch. 4 (1919)

### Trad
1. ↑  Why, since man and woman were created for each other, had He made their desires so dissimilar? Why should one class of women be able to dwell in luxurious seclusion from the trials of life, while another class performed their loathsome tasks? Surely His wisdom had not decreed that one set of women should live in degradation and in the end should perish that others might live in security, preserve their frappeed chastity, and in the end be saved.
2. ↑  The process of education in the oldest profession in the world is like any other educational process, in that it requires time and effort and patience; it can only be acquired by taking one step at a time, though the steps become accelerated after the first few.